# 前田南駅
前田南駅（まえだみなみえき）は秋田県北秋田市五味堀字堂ノ前にある、秋田内陸縦貫鉄道秋田内陸線の駅。

## 歴史
- 1963年（昭和38年）12月10日：国鉄阿仁合線の駅として北秋田郡森吉町に開業[1]。旅客のみを取り扱う駅員無配置駅[2]。
- 1986年（昭和61年）11月1日：秋田内陸縦貫鉄道に転換[3]。
- 2017年（平成29年）
  - 2月17日：小渕 - 阿仁合間で発生した土砂災害の影響により、阿仁前田 - 阿仁合間が不通[4]。同区間において代行バスを運行[4]。
  - 4月29日：阿仁前田 - 阿仁合間が復旧。全線の運行を再開[4]。

## 駅構造
単式ホーム1面1線を有する地上駅。無人駅で駅舎はないが、ホーム上に待合所が設置されている。
無人駅のため係員は不在ながら、2016年10月27日より当駅の硬券入場券が鷹巣駅・阿仁合駅・角館駅で販売されている。

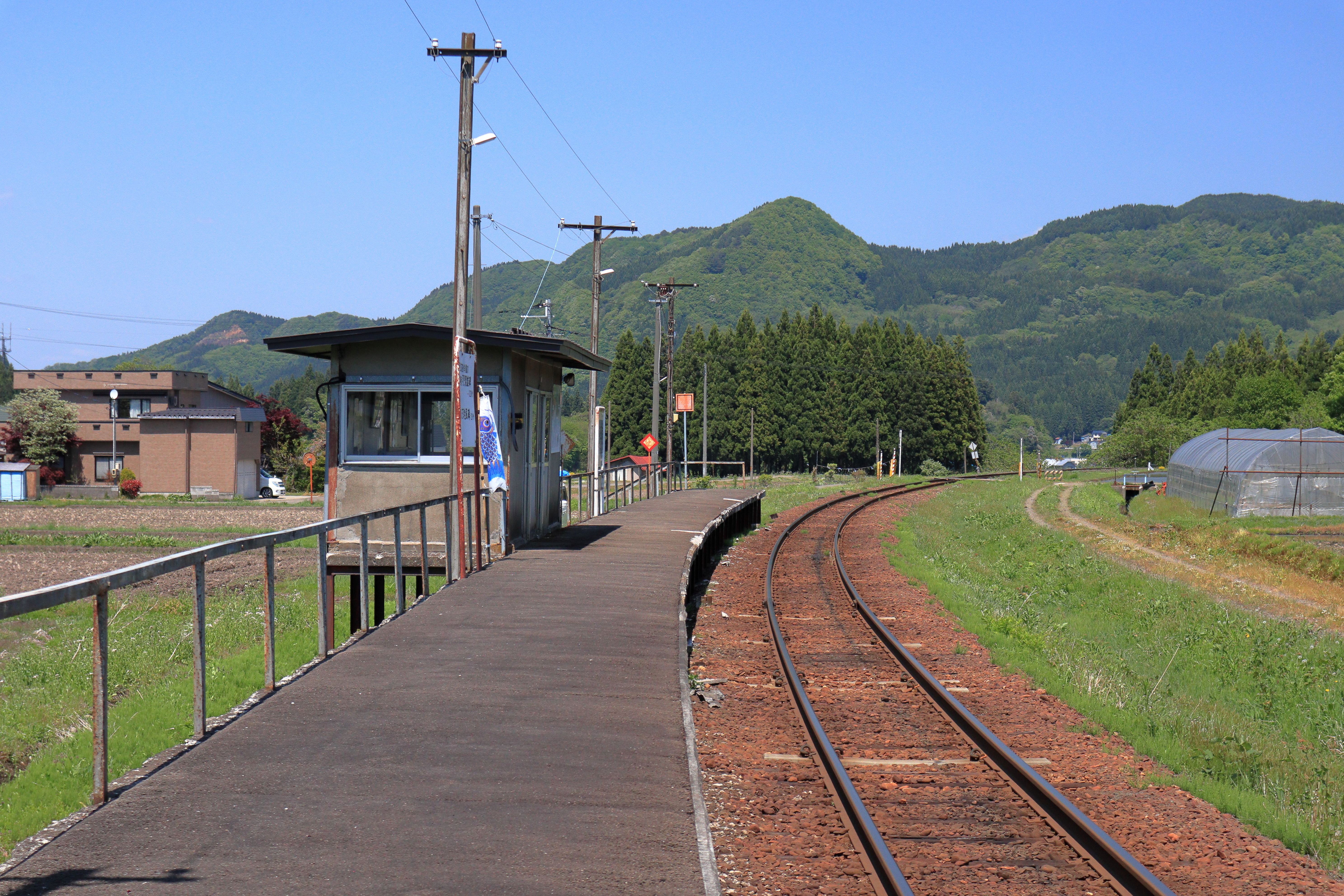
ホーム（鷹巣駅方向）
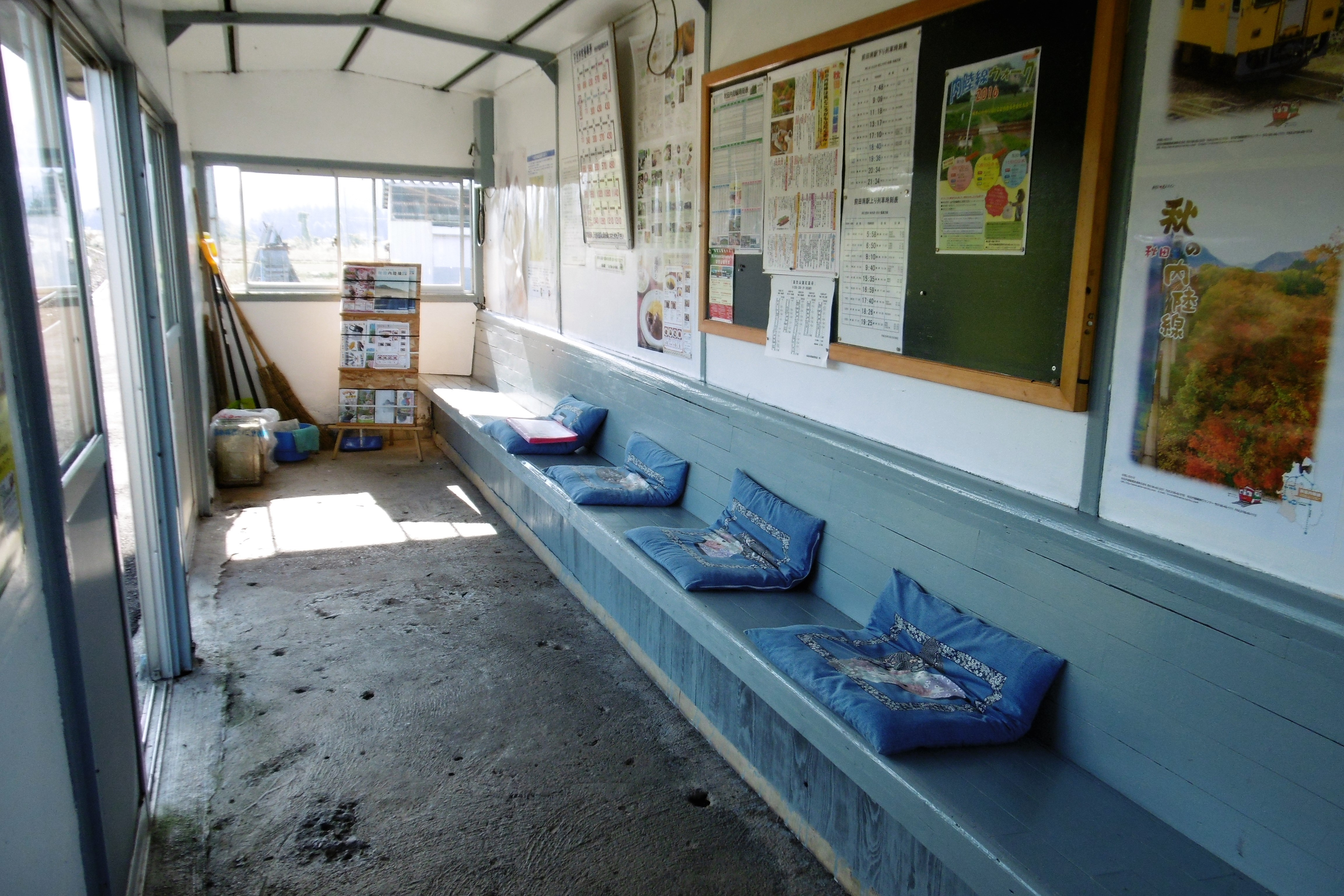
待合所

## 利用状況
| 1日乗降人員推移 | 1日乗降人員推移 |
| 年度            | 1日平均人数     |
| --------------- | --------------- |
| 2016年          | 13              |
| 2017年          | 14              |
| 2018年          | 11              |

## 駅周辺

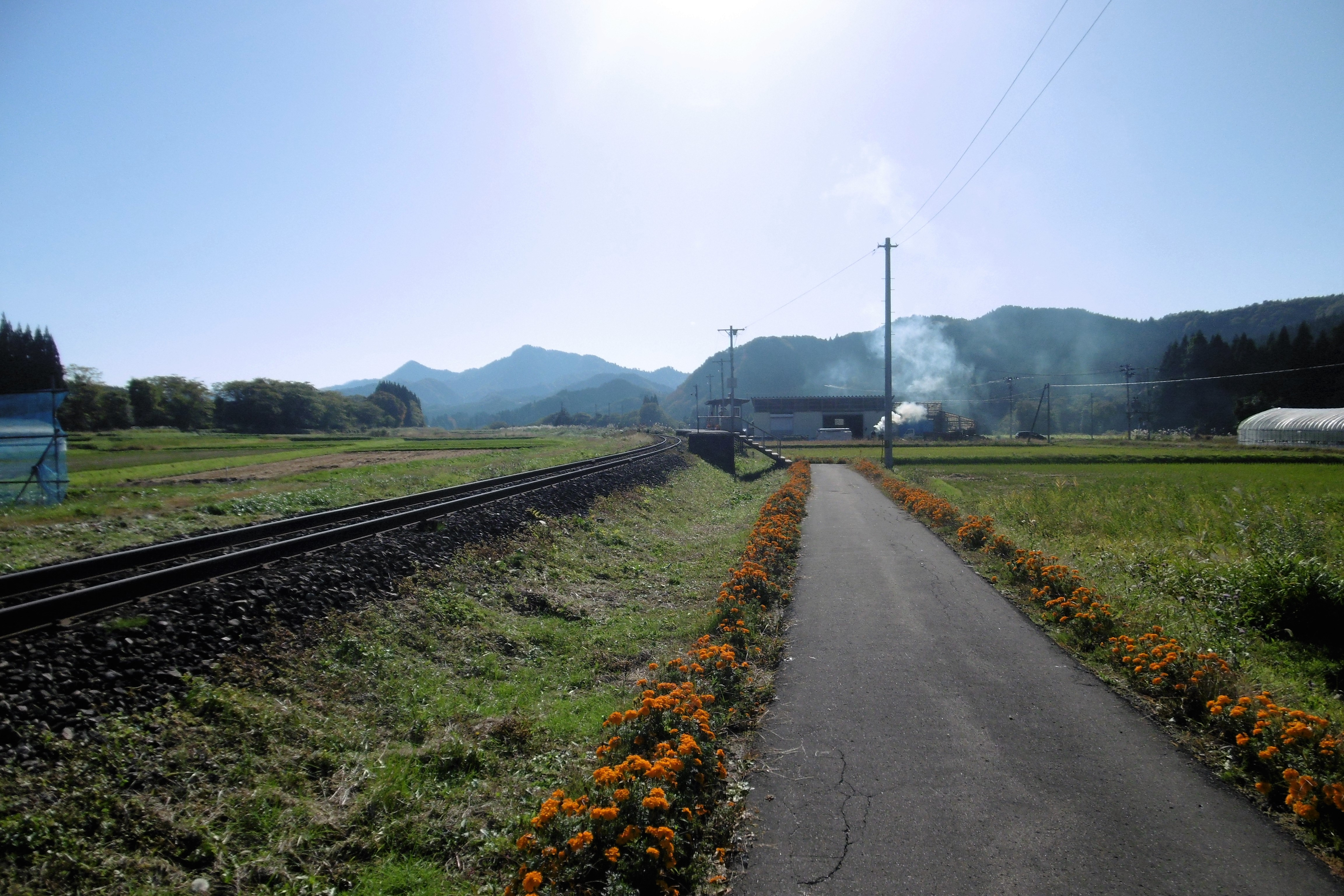
駅周辺の風景

- 阿仁川
- 国道105号
- 天照皇太神宮
- 可児義雄君の碑
- 五味堀簡易郵便局
- 阿仁川桜づつみ公園
- 五味堀ふれあいセンタ

## その他

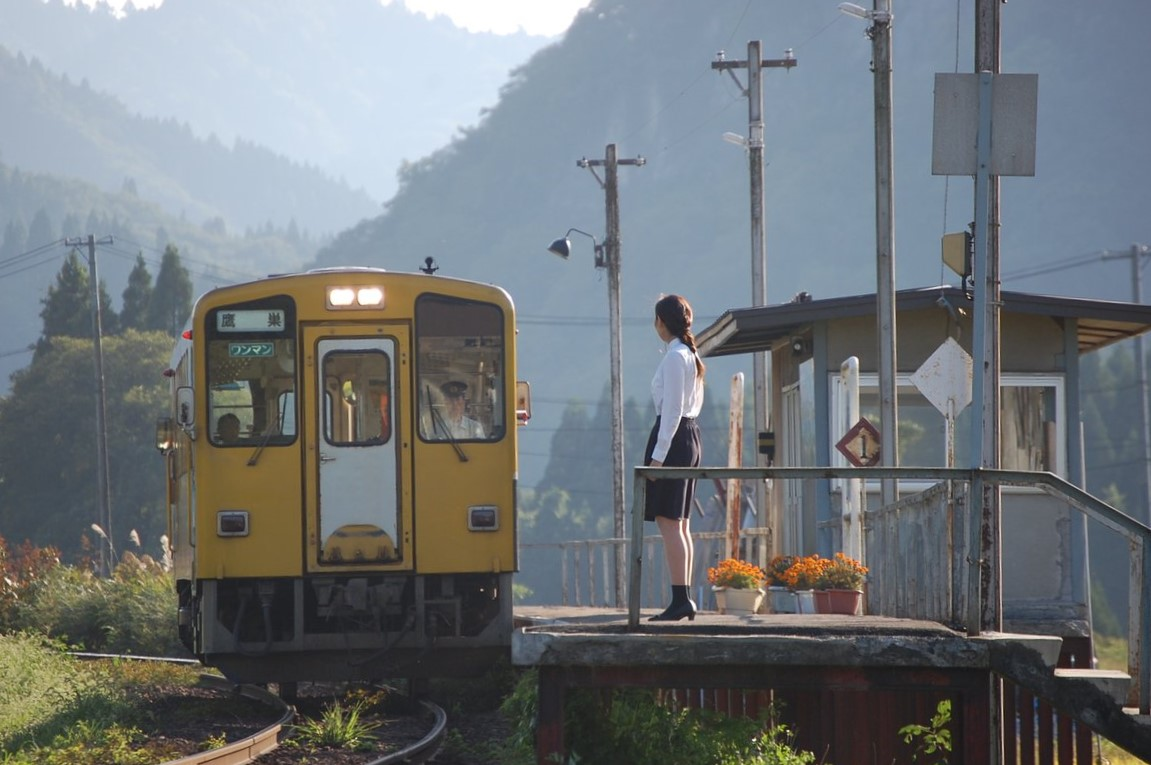
「君の名は。」に酷似しているとされている構図

2016年8月に公開されたアニメ映画『君の名は。』に登場する架空の駅が、当駅とデザインが酷似しているという指摘があり、2016年9月の時点でファンが訪問していると報じられた。この動きに対応して、秋田内陸縦貫鉄道では2016年10月7日から11月6日までの間急行「もりよし」の下り1本を臨時停車させたほか、駅の待合室内に訪問者向けのノートを設置した。
なお、製作サイドからはこの点について公式なコメントはなされておらず、秋田内陸縦貫鉄道の案内でも「映画」とのみ記載して作品の具体名は挙げていない。
当駅周辺には駐車場はないため、自動車利用の場合隣の阿仁前田温泉駅に駐車の上で列車で訪問することを秋田内陸縦貫鉄道では推奨している。

## 隣の駅
秋田内陸縦貫鉄道
■秋田内陸線
□快速（上りのみ）・■普通
阿仁前田温泉駅 - 前田南駅 - 小渕駅

#### 広報資料・プレスリリースなど一次資料
1. ↑  「前田南駅入場券」発売のお知らせ！ Archived 2016年11月7日, at the Wayback Machine. - 秋田内陸縦貫鉄道（2016年10月26日）。ネット通販もおこなわれている。
2. ↑  「急行もりよし3号　前田南駅臨時停車」のお知らせ！ - 秋田内陸縦貫鉄道（2016年10月7日） Archived 2016年10月9日, at the Wayback Machine.
3. ↑  「前田南駅」ご訪問のお客様へ (PDF)  - 秋田内陸縦貫鉄道[リンク切れ]